# Elizabeth Holmes
Elizabeth Holmes (Washington, 3 febbraio 1984) è un'imprenditrice statunitense specializzata nell'industria biotecnologica, condannata per frode nel 2022.

## Biografia
Elizabeth Holmes è la fondatrice ed ex amministratrice delegata di Theranos, una società ormai scomparsa nota per le sue improbabili affermazioni di aver rivoluzionato gli esami del sangue usando volumi sorprendentemente piccoli di sangue, a esempio da una puntura sul dito. Nel gennaio 2022 Holmes è stata condannata per frode e associazione a delinquere.
Nel 2015 Forbes ha definito Holmes la più giovane e ricca miliardaria fatta da sé in USA sulla base della valutazione da 9 miliardi di dollari dell'azienda Theranos. Ma al termine dell'anno successivo, in seguito a rivelazioni di potenziali frodi, Forbes rivide il suo patrimonio netto a zero dollari, e Fortune dichiarò la Holmes uno dei "leader più deludenti del mondo".
Il declino di Theranos iniziò nel 2015, quando una serie di indagini giornalistiche e ispettive avevano sollevato dubbi sulle affermazioni tecnologiche dell'azienda e la possibilità che la Holmes avesse ingannato gli investitori e il governo. Nel 2018 la US Securities and Exchange Commission accusò Theranos e la Holmes di ingannare gli investitori con «ingenti frodi» attraverso affermazioni false o esagerate sull'accuratezza della sua tecnologia di analisi del sangue; la Holmes aveva liquidato le accuse pagando una multa di $ 500.000, restituendo le azioni alla società, rinunciando al controllo di Theranos, e con il divieto di assumere ruoli di controllo in società per azioni per dieci anni. Nel giugno 2018 un gran giurì federale incriminò la Holmes e l'ex Chief Operating Officer di Theranos, Ramesh Balwani, su nove capi di frode e due capi di associazione a delinquere finalizzata alla truffa a seguito della distribuzione ai consumatori di falsi risultati di esami del sangue.
L'iniziale credibilità di Theranos è stata in parte interpretata come un effetto dei legami personali della Holmes e della capacità di reclutare il sostegno di persone influenti tra cui Henry Kissinger, Bill Clinton, George Shultz, James Mattis e Betsy DeVos. La Holmes aveva avuto una relazione con il suo direttore operativo Ramesh "Sunny" Balwani.
La carriera di Holmes, l'ascesa, il fallimento dell'azienda e le successive conseguenze sono l'argomento di un libro, Bad Blood: Secrets and Lies in a Silicon Valley Startup del reporter del Wall Street Journal John Carreyrou.
Holmes è nata a Washington, D.C. Il padre, Christian Rasmus Holmes IV, è stato vicepresidente di Enron, e in seguito aveva ricoperto posizioni dirigenziali in agenzie governative come USAID, EPA e USTDA. La madre, Noel Anne (Daoust), lavorava come membro dello staff dei comitati del Congresso. Il bisnonno di Holmes, Christian Rasmus Holmes, era un medico danese che sposò Bettie Fleischmann, la ricca figlia di Charles Louis Fleischmann, fondatore di Fleischmann's Yeast; Il dottor Holmes aveva fondato il Cincinnati General Hospital e la facoltà di medicina dell'Università di Cincinnati.
Elizabeth Holmes frequentò la St. John's School di Houston. Durante il liceo, era interessata alla programmazione informatica e affermò di aver iniziato la sua prima attività vendendo compilatori C++ a università cinesi. I genitori le avevano organizzato insegnamento privato di cinese mandarino e, a metà del liceo, Holmes aveva iniziato a frequentare il programma estivo di cinese mandarino dell'Università di Stanford. Nel 2001, Holmes ha frequentato Stanford, dove ha studiato ingegneria chimica e ha lavorato come ricercatrice e assistente di laboratorio nella School of Engineering.
Alla fine del primo anno, la Holmes aveva lavorato in un laboratorio presso il Genome Institute di Singapore per testare la sindrome respiratoria acuta grave attraverso la raccolta di campioni di sangue con siringhe. Aveva depositato la prima domanda di brevetto su un cerotto indossabile per il rilascio di farmaci nel 2003. Nel marzo 2004, lasciò la Stanford's School of Engineering e utilizzò i fondi per le tasse scolastiche come capitale iniziale per un'azienda di tecnologia sanitaria di consumo.

## Theranos

### Fondazione
Holmes fondò la società Real-Time Cures a Palo Alto, in California, per «democratizzare l'assistenza sanitaria». Stava cercando un modo per effettuare esami del sangue usando limitate quantità di sangue. Quando Holmes inizialmente presentò l'idea di raccogliere «grandi quantità di dati da poche gocce di sangue dalla puntura di un dito» a Phyllis Gardner, la sua professoressa di medicina a Stanford, la sua risposta fu : «Non penso che la tua idea funzionerà», aggiungendo che era impossibile fare ciò che la Holmes si era proposta di fare. Diversi altri professori di medicina esperti avevano detto alla Holmes la stessa cosa. Tuttavia, la Holmes non rinunciò e riuscì a ottenere il sostegno del suo consigliere e rettore della School of Engineering, Channing Robertson.
Nell'aprile del 2004, la Holmes registrò la società col nome di Theranos (una crasi di "therapy" e "diagnosis", ovvero "terapia" e "diagnosi") e affittò il seminterrato di una casa universitaria. A quel tempo, la Holmes assunse il suo primo dipendente e affittò lo spazio del laboratorio. Robertson divenne il primo membro del consiglio di amministrazione e presentò la Holmes agli investitori.
La Holmes era una ammiratrice di Steve Jobs, fondatore di Apple, e ne ha deliberatamente copiato lo stile, spesso indossando un maglione nero a collo alto. Durante la maggior parte delle sue apparizioni pubbliche, parla con voce baritonale insolitamente profonda, anche se un ex collega di Theranos affermò in seguito che la sua voce naturale era più alta. La famiglia ha sempre negato questa affermazione.

### Capitalizzazione ed espansione
Theranos vide una spettacolare ascesa prima della caduta finale. Nel dicembre 2004, la Holmes aveva raccolto $ 6 milioni per finanziare l'azienda. Alla fine del 2010, Theranos aveva più di $ 92 milioni in capitale di rischio. Nel luglio 2011, la Holmes fu presentata all'ex Segretario di Stato George Shultz che, dopo una riunione di due ore, entrò nel consiglio di amministrazione di Theranos. È stato riconosciuto alla Holmes di aver formato «il consiglio di amministrazione più illustre nella storia aziendale degli Stati Uniti» per tre anni di seguito.

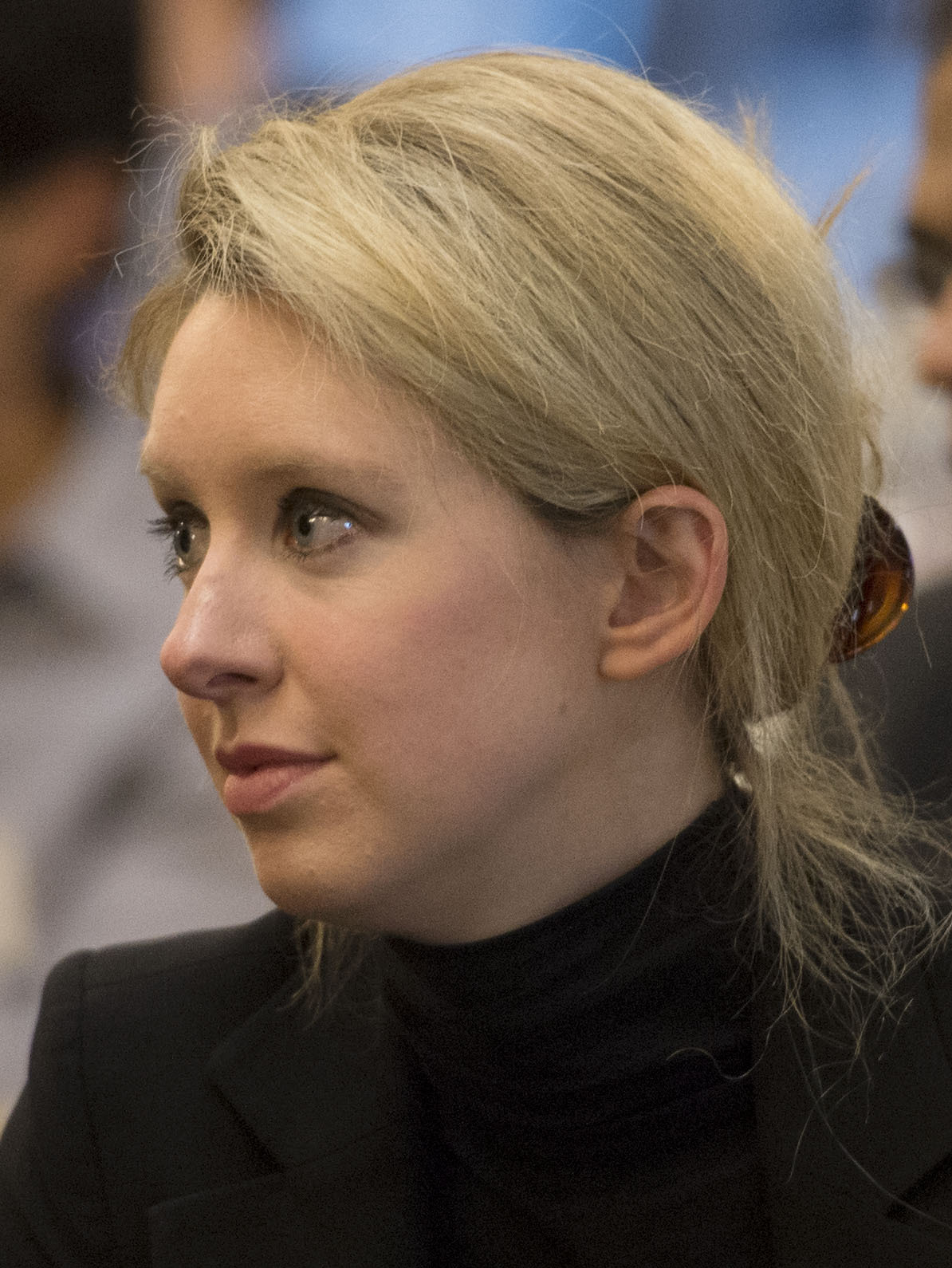
Holmes presso la Stanford University, 17 aprile 2013

Elizabeth Holmes stava mantenendo Theranos lontano dall'attenzione pubblica, senza comunicati stampa o un sito web aziendale fino a settembre 2013, quando la società annunciò la partnership con Walgreens per lanciare centri di raccolta dei campioni di sangue presso i negozi. L'attenzione dei media crebbe nel 2014, quando Holmes apparve sulle copertine di Fortune, Forbes, T: The New York Times Style Magazine e Inc. Forbes aveva nominato la Holmes come la più giovane miliardaria fatta da sé del mondo e la piazzò nel 2014 alla posizione 110 dei Forbes 400. Theranos aveva un valore di $ 9 miliardi con oltre $ 400 milioni in capitale di rischio. Alla fine del 2014, il nome appariva in 18 brevetti degli Stati Uniti e 66 brevetti internazionali. Nel corso del 2015, la Holmes aveva stretto accordi con Cleveland Clinic, Capital BlueCross e AmeriHealth Caritas per utilizzare la tecnologia Theranos.

### La caduta
John Carreyrou del Wall Street Journal avviò un'indagine segreta su Theranos, durata un mese, dopo aver ricevuto una soffiata da un esperto in medicina che riteneva che il dispositivo per il test del sangue apparisse sospetto. Carreyrou intervistò ex dipendenti e si procurò documenti aziendali. Venuta a conoscenza dell'inchiesta, la Holmes incaricò l'avvocato David Boies di avviare un'azione per impedire a Carreyrou di pubblicare, utilizzando la minaccia di azioni legali e richieste di indennizzi finanziari contro il Journal e contro gli informatori.
Nell'ottobre 2015, nonostante le minacce legali e le violente tattiche di Boies, Carreyrou pubblicò lo scoop, in cui rivelava che il dispositivo di analisi del sangue Edison di Theranos forniva risultati inaccurati, che la società utilizzava macchine disponibili in commercio per la maggior parte dei test, così come altri dettagli incriminanti. Questa fu la prima seria critica a Theranos sulla stampa, a cui seguì una serie di articoli di Carreyrou con altri dettagli schiaccianti.
La Holmes negò tutte le accuse, definendo il giornale un «tabloid» e promettendo che la società avrebbe pubblicato i dati sulla precisione dei test. Fu ospite al Mad Money di Jim Cramer la sera stessa della pubblicazione dell'articolo. Cramer disse che «l'articolo è stato piuttosto brutale», a cui la Holmes rispose: «questo è quello che succede quando lavori per cambiare le cose, prima pensano che tu sia pazzo, poi ti combattono, e poi all'improvviso cambi il mondo».
Nel gennaio 2016 i Centers for Medicare and Medicaid Services (CMS) inviarono una lettera di ammonimento a Theranos dopo che un'ispezione del laboratorio di Newark, in California, aveva rilevato irregolarità sulla competenza, procedure e attrezzature dello staff. Gli auditor del CMS avevano proposto un'interdizione biennale per la Holmes di possedere o gestire un laboratorio in seguito alla mancata risoluzione dei problemi segnalati nel laboratorio in California nel marzo 2016. Al Today Show, la Holmes disse che era «devastata per non aver individuato e risolto questi problemi velocemente» e il laboratorio sarebbe stato ricostruito con l'aiuto di un nuovo comitato consultivo scientifico e medico.
A luglio 2016 il CMS vietò alla Holmes di possedere, gestire o dirigere servizi di analisi del sangue per un periodo di due anni. La società presentò ricorso contro tale decisione presso il Department of Health and Human Services. Poco dopo, Walgreens recise i rapporti con Theranos e chiuse i centri di raccolta del sangue presso i propri negozi. La FDA ordinò inoltre alla società di cessare l'uso del dispositivo Nanotainer a tubo capillare, una delle sue principali invenzioni.
Nel 2017 lo Stato dell'Arizona intentò causa contro Theranos, sostenendo che la compagnia aveva venduto 1,5 milioni di esami del sangue a propri cittadini mentre nascondeva o travisava fatti importanti su quei test. La società risolse la causa nell'aprile di quell'anno accettando di rimborsare il costo dei test ai consumatori dell'Arizona e di pagare $ 225.000 in multe civili e spese legali, per un totale di $ 4,65 milioni. Altre azioni in corso includevano indagini civili e penali da parte della Securities and Exchange Commission e dell'Ufficio del Procuratore per il distretto settentrionale della California, un'indagine dell'FBI non specificata e due cause legali per azioni collettive. La Holmes continua a negare qualsiasi illecito.
Il 16 maggio 2017, circa il 99 percento degli azionisti di Theranos avevano raggiunto un accordo con la società per liquidare tutte le controversie in corso e potenziali in cambio di azioni privilegiate. La Holmes liberò una parte del proprio patrimonio netto per compensare qualsiasi diluizione del valore delle azioni agli azionisti non partecipanti.
Il 14 marzo 2018 la Holmes risolse una causa con la SEC. Le accuse di frode includevano la falsa affermazione della società secondo cui la sua tecnologia veniva utilizzata dal Dipartimento della Difesa degli Stati Uniti sui campi di battaglia. La società aveva anche mentito nell'affermare di avere un flusso di cassa di $ 100 milioni nel 2014. Quell'anno, la società aveva guadagnato solo $ 100.000. I termini dell'accordo per la Holmes includevano la rinuncia al controllo di Theranos, il divieto di assumere ruoli di controllo in società per azioni per 10 anni e una multa di $ 500.000.
Al suo culmine, Theranos aveva più di 800 dipendenti. Licenziò 340 membri dello staff nell'ottobre 2016 e altri 155 dipendenti nel gennaio 2017. Nell'aprile 2018, Theranos presentò la pratica di WARN Act allo Stato della California annunciando i suoi piani per licenziare in modo permanente 105 dipendenti, mantenendone meno di due dozzine, la maggior parte dei quali fu poi licenziato nell'agosto 2018. Il 5 settembre, la società annunciò di aver avviato il processo di scioglimento formale, con il patrimonio rimanente da distribuire ai creditori.

### Imputazioni
Il 15 giugno 2018, a seguito di un'indagine dell'Ufficio del Procuratore degli Stati Uniti a San Francisco durato più di due anni, un gran giurì federale incriminò la Holmes e l'ex dirigente operativo Theranos e presidente Ramesh "Sunny" Balwani per nove capi di frode e due accuse di cospirazione per commettere frodi. I pubblici ministeri affermarono che la Holmes e Balwani erano coinvolti in due schemi criminali, uno per frodare gli investitori, l'altro per frodare medici e pazienti. Dopo l'incriminazione, Holmes si dimise da amministratrice delegata di Theranos, ma rimase presidente del consiglio.

### Condanna
Il caso proseguì presso il tribunale distrettuale degli Stati Uniti a San Jose dove la Holmes e Balwani si dichiararono non colpevoli. Rischiavano fino a 20 anni di carcere. Il 18 novembre 2022 Elizabeth Holmes fu condannata a 11 anni e 3 mesi di carcere; la sentenza includeva una multa di $ 400, o $ 100 per ogni accusa di frode, e un periodo di tre anni di libertà condizionata dopo la pena detentiva. Dopo meno di un mese anche Balwani fu condannato a quasi 13 anni di detenzione. La Holmes è entrata in carcere, una prigione texana situata a 90 minuti d'auto da Houston, il 30 maggio 2023.

## Attività promozionali
Holmes ha collaborato con Carlos Slim Helú nel giugno 2015 per migliorare i test del sangue in Messico. Nell'ottobre 2015, presentò #IronSisters che aveva lo scopo di aiutare le donne nella carriera scientifica, tecnologica, ingegneristica e matematica. Aiutò a redigere e approvare una legge in Arizona per consentire ai cittadini di ottenere e pagare i test di laboratorio senza richiedere l'approvazione dell'assicurazione o del fornitore di assistenza sanitaria, ma contemporaneamente falsando la precisione e l'efficacia del dispositivo di Theranos.

## Potenti connessioni
All'interno del consiglio di amministrazione e tra gli investitori di Theranos c'erano molte figure influenti. Il primo grande investitore della Holmes fu Tim Draper - padre dell'amico d'infanzia della Holmes, Jesse Draper, e investitore della Silicon Valley - che «staccò alla Holmes un assegno» per 1 milione di dollari dopo aver ascoltato la presentazione iniziale del progetto che sarebbe diventato Theranos. Il pool di grandi investitori di Theranos si espanse per includere: Rupert Murdoch, magnate dei media conservatori; la famiglia Walton, fondatrice delle catene commerciali Walmart e Sam's Club; la famiglia DeVos (fondatori della multinazionale statunitense Amway), tra cui Betsy DeVos, che sarebbe diventata Segretario dell'Istruzione sotto il presidente degli Stati Uniti Donald Trump; la famiglia Cox di Cox Enterprises; e Carlos Slim Helú, miliardario messicano. Tutti questi investitori persero da decine a centinaia di milioni di dollari ciascuno al fallimento di Theranos.
Uno dei primi membri del consiglio di amministrazione della Holmes fu George Shultz, ex vicepresidente della Bechtel, meglio conosciuto per aver prestato servizio in varie posizioni di Gabinetto - tra cui Segretario di Stato - sotto quattro Presidenti repubblicani degli Stati Uniti (cioè Dwight D. Eisenhower, Richard Nixon, Ronald Reagan, e George H. W. Bush), e per aver servito come consigliere informale per un quinto (cioè George W. Bush).  Con il coinvolgimento iniziale di Shultz nell'aiutare gli sforzi di reclutamento della Holmes, il consiglio di Theranos era composto da 12 membri tra cui: Henry Kissinger, Segretario di Stato e Consigliere per la sicurezza nazionale sotto i presidenti degli Stati Uniti Richard Nixon e Gerald Ford; William Perry, Segretario alla Difesa sotto il presidente degli Stati Uniti Bill Clinton; James Mattis, US Marine Corps General in pensione e poi segretario alla Difesa sotto il presidente degli Stati Uniti Donald Trump; Gary Roughead, ammiraglio della Marina degli Stati Uniti in pensione, ex capo delle operazioni navali degli Stati Uniti e ex comandante del comando delle forze di flotta degli Stati Uniti; Bill Frist, medico ed ex senatore degli Stati Uniti (R-TN); Sam Nunn, avvocato non profit ed ex senatore degli Stati Uniti (D-GA); e gli ex amministratori delegati Dick Kovacevich di Wells Fargo e Riley Bechtel di Bechtel.

## Premi e riconoscimenti
Prima dello scandalo e il successivo crollo di Theranos, Elizabeth Holmes ricevette ampi consensi. Nel 2015, fu nominata membro del consiglio di amministrazione della Harvard Medical School e nel 2015 fu nominata una delle persone più influenti della rivista Time nel mondo. La Holmes ricevette l'Under 30 Doers Award da Forbes e si classificò nella lista 2015 delle Most Powerful Women. Fu anche nominata "Donna dell'anno" da Glamour e ricevette un dottorato onorario di "Humane Letters" dalla Pepperdine University dopo aver pronunciato il discorso ai diplomanti del 2015. La Holmes ricevette il Horatio Alger 2015, rendendola la più giovane premiata nella storia del premio. Precedentemente era stata nominata Imprenditrice dell'anno di Fortune e elencata tra i 40 Under 40.

## Vita privata
Prima degli accordi del marzo 2018, la Holmes deteneva una partecipazione azionaria del 50% in Theranos.
Holmes ebbe una relazione con Ramesh "Sunny" Balwani, un imprenditore tecnologico della Silicon Valley nato in Pakistan. Lo incontrò nel 2002 all'età di 18 anni, mentre era ancora studentessa; lui aveva 19 anni più di lei ed era sposato. Sunny divorziò nel 2002, e iniziò la relazione sentimentalmente con la Holmes nel 2003, all'incirca nello stesso periodo in cui la Holmes aveva abbandonato il college,  la coppia si trasferì in un appartamento intorno al 2005. Anche se Balwani assunse ufficialmente la sua prima carica ufficiale nell'azienda nel 2009, come Chief Operating Officer, agiva già da consigliere della Holmes dietro le quinte.
La Holmes e Balwani gestivano la compagnia insieme coltivando una cultura aziendale di «segretezza e paura». Lasciò Theranos nel 2016 a causa delle indagini. Le circostanze della sua partenza non sono chiare; la Holmes afferma di averlo licenziato, ma Balwani afferma di essersene andato di propria iniziativa.
All'inizio del 2019 la Holmes si è fidanzata con William "Billy" Evans, 27 anni, erede del gruppo Evans Hotel. A metà dell'anno i due si sono sposati con una cerimonia privata. La coppia vive in un appartamento di lusso a San Francisco.

## Nella cultura di massa
La Holmes è la protagonista di numerose opere multimediali.
Nel maggio 2018 l'autore John Carreyrou pubblicò il libro Bad Blood: Secrets and Lies in a Silicon Valley Startup con notevole successo. Un film basato sul libro è in fase di sviluppo, con Jennifer Lawrence nel ruolo della Holmes e Adam McKay come sceneggiatore e regista.
Nel gennaio 2019 ABC News Nightline e Rebecca Jarvis pubblicarono un podcast e un documentario sulla storia della Holmes intitolata The Dropout. Include interviste e deposizioni registrate di figure chiave tra cui Elizabeth Holmes; Ramesh "Sunny" Balwani; Christian Holmes (fratello di Elizabeth); Tyler Shultz (Theranos whistleblower); i membri del consiglio di amministrazione di Theranos, Bill Frist, Gary Roughead, Robert Kovacevich; e altri. C'è anche un'intervista con Jeff Coopersmith, l'avvocato che rappresenta Balwani.
Il 18 marzo 2019 HBO ha presentato in anteprima il documentario The Inventor: Out for Blood in Silicon Valley (The Inventor: la grande truffa della Silicon Valley nella versione italiana del documentario), un documentario di due ore proiettato per la prima volta al Sundance Film Festival il 24 gennaio 2019. Descrive le affermazioni e le promesse fatte dalla Holmes negli ultimi anni di Theranos, e come alla fine l'azienda fu abbattuta dal peso delle bugie. Il documentario termina con la Holmes e Balwani accusati di molteplici presunti crimini nel 2018.
Nel marzo del 2022 viene distribuita sulla piattaforma streaming Hulu la serie tv The Dropout (distribuita in Italia da aprile 2022 sulla piattaforma Disney+, come "Star Original"), nella quale la Holmes è interpretata da Amanda Seyfried.